# خانیان (عجب‌شیر)
خانیان (عجب‌شیر)، روستایی از توابع بخش مرکزی شهرستان عجب‌شیر در استان آذربایجان شرقی ایران است.

## جمعیت
این روستا در دهستان دیزجرود غربی قرار دارد و براساس سرشماری مرکز آمار ایران در سال ۱۳۸۵، جمعیت آن ۵,۷۶۲ نفر (۲۷۲خانوار) بوده‌است.